# Ralph Gräsbeck
Armas Ralph Gustaf Gräsbeck, född den 6 juli 1930 i Helsingfors, död den 22 januari 2016 i Esbo, var en finlandssvensk läkare och klinisk biokemist.

Gräsbeck var mest känd för att ha beskrivit och utforskat Imerslund-Gräsbecks syndrom. Han och hans medarbetare har gjort talrika rön beträffande vitamin B12, bland annat deltog han i utredningen av orsaken till binnikemaskanemin, isolerade intrinsic factor ur människans magsaft och beskrev R-proteinet (numera kallat haptokorrin). Han var också känd för att ha introducerat begreppet referensvärde (mätresultat - vanligen laboratorievärden - med vilka patienters resultat jämförs; ersätter begreppet normalvärde). Ytterligare har han publicerat artiklar över lymfocytmitogener, en receptor för hem (järn-porfyrin) och antik medicinsk litteratur.
Gräsbeck utexaminerades 1953 som medicine licentiat från Helsingfors universitet, disputerade för doktorsgraden 1956, blev docent 1959, studerade biokemi på 1950-talet bland annat vid Johns Hopkins University i Baltimore och Medicinska Nobelinstitutet vid Karolinska Institutet i Stockholm. Åren 1960-1990 var han överläkare för Centrallaboratoriet på Maria sjukhus, Helsingfors. Han var en av grundarna av det medicinska forskningsinstitutet Minerva, associerat med Helsingfors universitet, och har verkat som dess chef åren 1971-1993. Han blev professor 1982. 1969 var han gästprofessor vid University of Wisconsin och 1993-1997 professor i medicinsk biokemi vid Universitetet i Kuwait. Han har varit styrelsemedlem och ordförande i många finländska, nordiska och internationella organisationer, var hedersledamot av många av dem och har erhållit talrika hedersbetygelser, bl.a. Charter Member, Johns Hopkins Society of Scholars, Jahre-priset för yngre forskare vid Oslo universitet, ledamot av akademien Finska Vetenskaps-Societeten och Polska Vetenskapsakademien, erhållit kommendörstecknet av Finlands Lejons orden och Finska Vetenskaps-Societetens silvermedalj samt utsetts till Doctor honoris causa vid Poincaré-universitetet i Nancy, Frankrike.